# 平貞能
平 貞能（たいら の さだよし）は、平安時代末期の武将。伊賀国を本拠とする平氏譜代の有力家人である。父は平氏の「一ノ郎等」（『愚管抄』）である平家貞。

## 生涯
保元の乱・平治の乱に参戦し、平清盛の家令を勤め（『玉葉』治承4年2月20日条）、清盛の「専一腹心の者」（『吾妻鏡』元暦2年7月7日条）といわれた。仁安2年（1167年）5月、清盛が太政大臣を辞任して嫡男の平重盛が平氏の家督を継ぐと、平氏の中核的な家人集団も清盛から重盛に引き継がれた。同じ有力家人の伊藤忠清が重盛の嫡男・平維盛の乳父であったのに対して、貞能は次男・平資盛の補佐役を任された。忠清は「坂東八カ国の侍の別当」として東国に平氏の勢力を扶植する役割を担ったが、貞能は筑前守・肥後守を歴任するなど九州方面での活動が顕著である。

### 治承・寿永の乱
治承4年（1180年）10月、平氏の追討軍は富士川の戦いで大敗し、戦乱は全国に拡大した。12月に資盛が大将軍として近江攻防に発向すると、貞能も侍大将として付き従った。畿内の反乱はひとまず鎮圧されたが、翌治承5年（1181年）閏2月に清盛が死去した。後継者となったのは清盛の三男･平宗盛であり、重盛の小松家は一門の傍流に追いやられることになる。同じ頃、九州でも反乱が激化しており肥後の豪族・菊池隆直らは大宰府を襲撃した。4月10日、宗盛の強い推挙で原田種直が大宰権少弐に補され、4月14日には菊池隆直追討宣旨が下される（『吉記』同日条）。8月、貞能は反乱鎮圧のために一軍を率いて出発するが、早くも備中国で兵粮の欠乏に直面した（『玉葉』9月6日条）。追討は困難を極めたが、翌養和2年（1182年）4月にようやく菊池隆直を降伏させることに成功した。
寿永2年（1183年）6月、貞能は1,000余騎の軍勢を率いて帰還するが、7月には木曾義仲軍の大攻勢という局面に遭遇する。貞能は資盛に付き従い軍勢を率いて宇治田原に向かったが、この出動は宗盛の命令ではなく後白河法皇の命令によるものだった。小松家が平氏一門でありながら、院の直属軍という側面も有していたことが窺える。宗盛は都落ちの方針を決定するが、貞能は賛同せず都での決戦を主張した。九州の情勢を実際に見ていた貞能は、西国での勢力回復が困難と認識していた可能性もある。25日の夕方、資盛・貞能は京に戻り、蓮華王院に入った。一門はすでに都落ちした後で、後白河法皇の保護を求めようとしたが連絡が取れず、翌26日の朝には西海行きを余儀なくされる。『平家物語』一門都落の章段によれば、貞能は逃げ去った一門の有様を嘆き、源氏方に蹂躙されぬように重盛の墓を掘り起こして遺骨を高野山へ送り、辺りの土を加茂川へ流して京を退去したという。

### 離脱
平氏は8月中旬に九州に上陸するが、豊後国の臼杵氏、肥後国の菊池氏は形勢を観望して動かず、宇佐神宮との提携にも失敗するなど現地の情勢は厳しいものだった。特に豊後国は院近臣・難波頼輔の知行国であり、後白河法皇の命を受けた緒方惟栄が平氏追討の準備をして待ち構えていた。惟栄が重盛の家人だったことから資盛・貞能が説得に赴くが、交渉は失敗に終わる。平氏は10月に九州の地を追われるが、貞能は出家して九州に留まり平氏本隊から離脱した（『玉葉』閏10月2日条）。また『玉葉』の寿永3年（1184年）2月19日条に資盛と平貞能が豊後国の住人によって拘束された風聞が記されている。
平氏滅亡後の元暦2年（1185年）6月、貞能は縁者の宇都宮朝綱を頼って鎌倉方に投降する。朝綱は自らが平氏の家人として在京していた際、貞能の配慮で東国に戻ることができた恩義から源頼朝に助命を嘆願した（『吾妻鏡』7月7日条）。この嘆願は認められ、貞能の身柄は朝綱に預けられた。北関東に那須塩原市の妙雲寺、芳賀郡益子町の安善寺、東茨城郡城里町の小松寺、そして南東北でも仙台市の西方寺（定義如来）など貞能と重盛の伝承をもつ寺院が多く残されているのは、貞能の由緒によるものである。

## 系譜
- 父：平家貞
- 母：下野宇都宮氏
- 妻：不詳
  - 男子：平貞長
  - 男子：平貞頼
  - 男子：平通貞

## 画像集

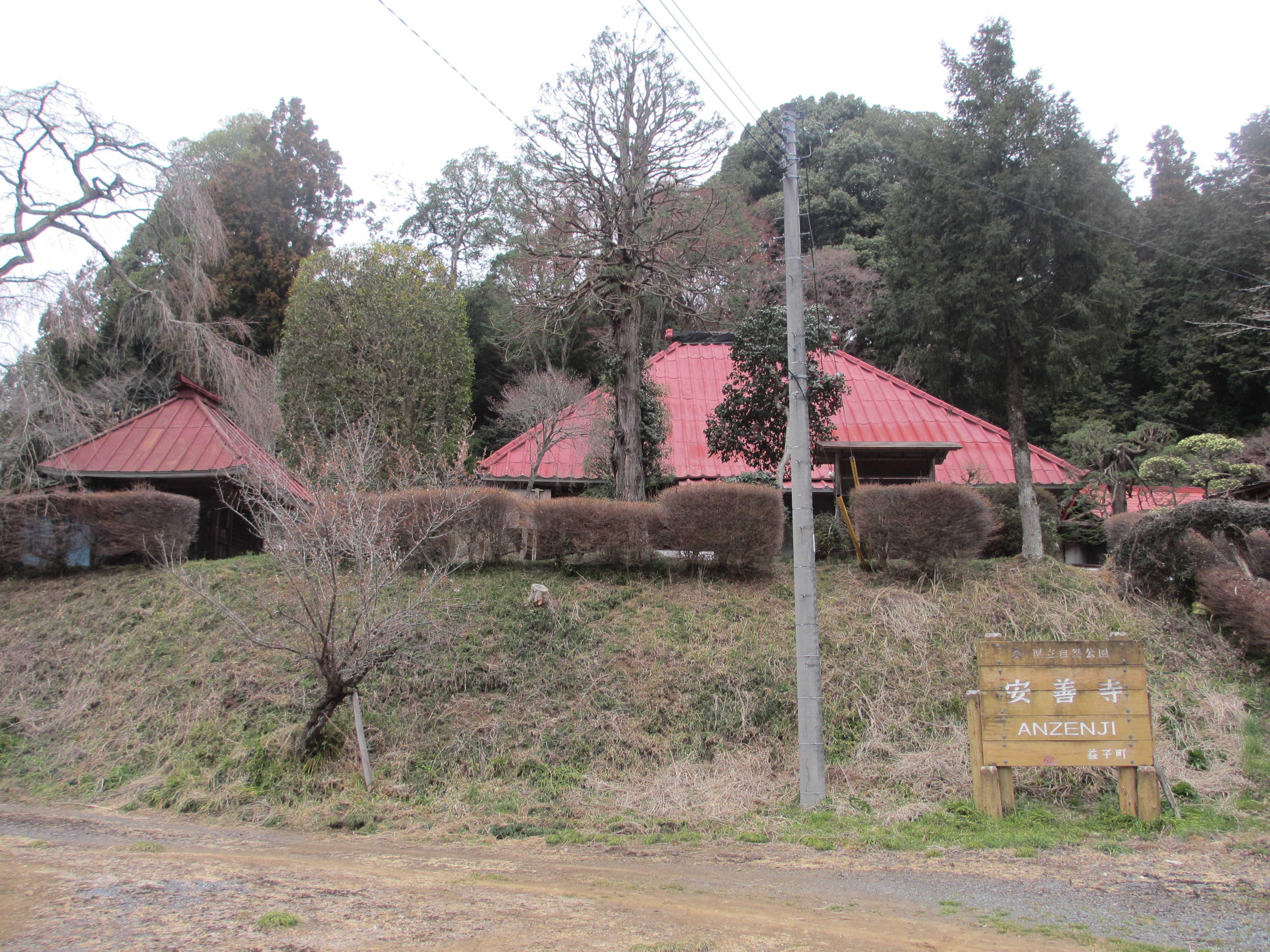
安善寺全容（栃木県益子町大平202真岡鐵道七井駅から約5 km)
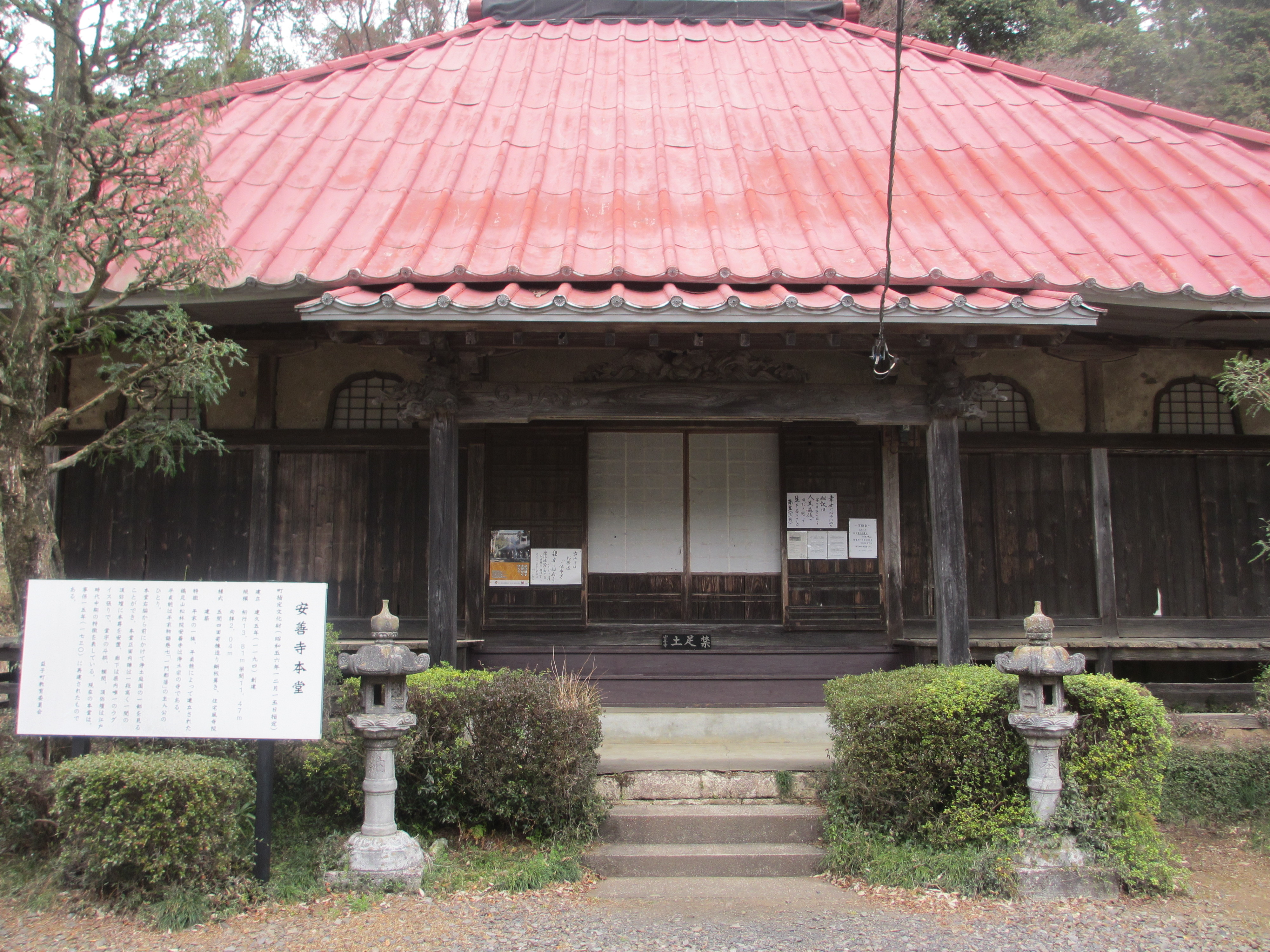
安善寺本堂と説明板（現在の本堂は京保15年（1730年）に再建）
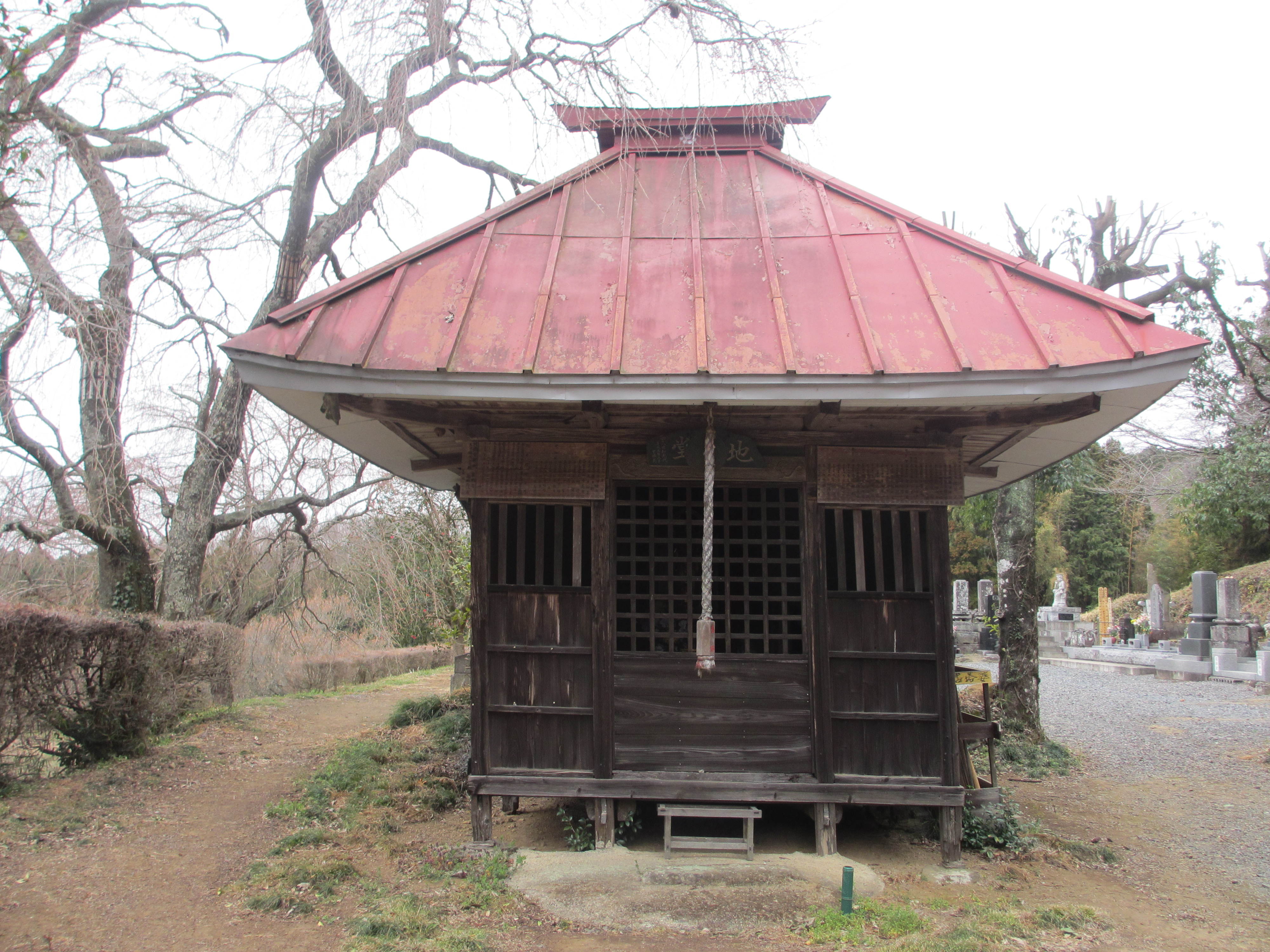
安善寺地蔵堂（平貞能公の遺骨を葬った上に建てられた伝承あり）
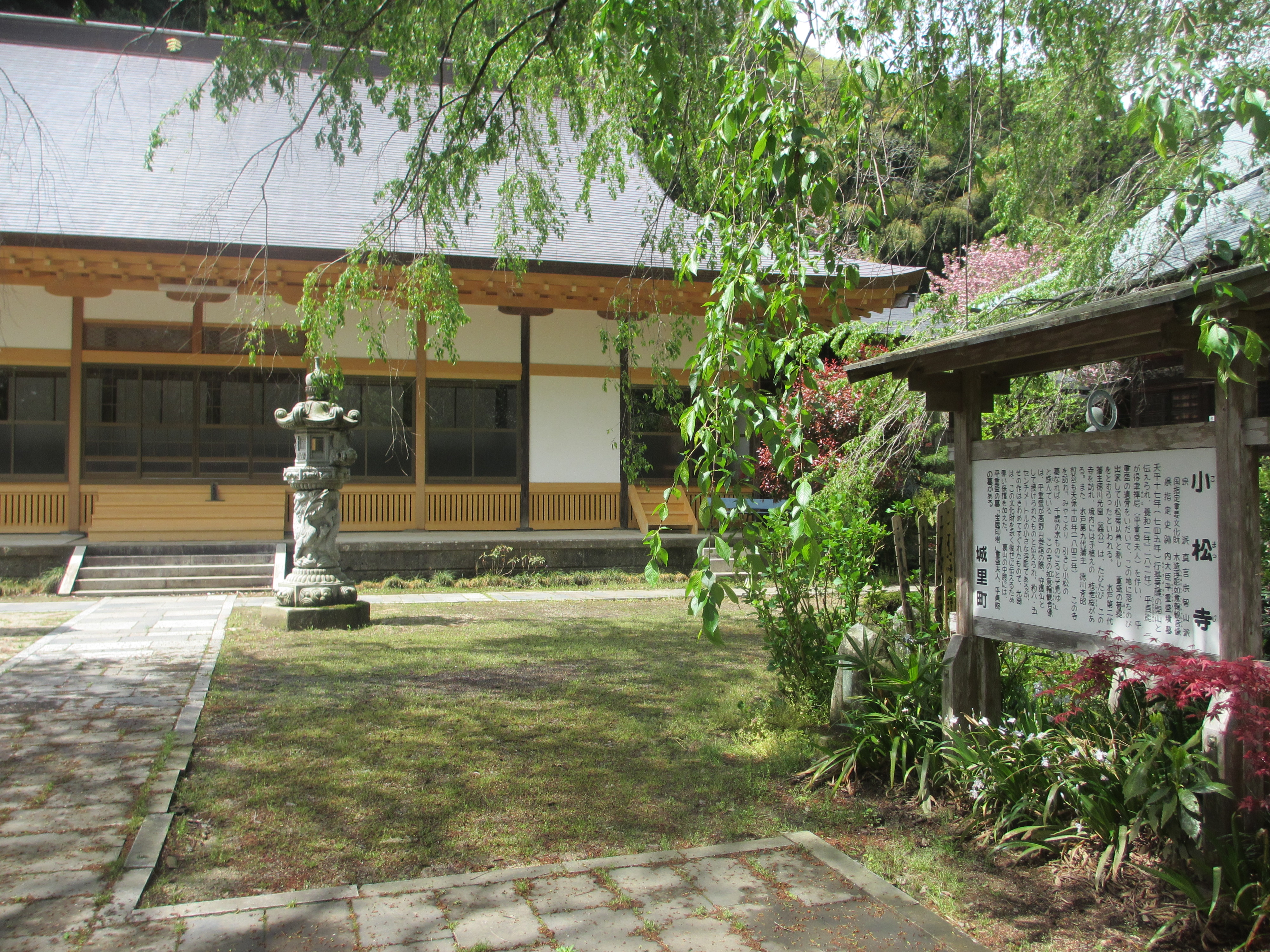
小松寺本堂・説明板(茨城県東茨城郡城里町上入野3912)
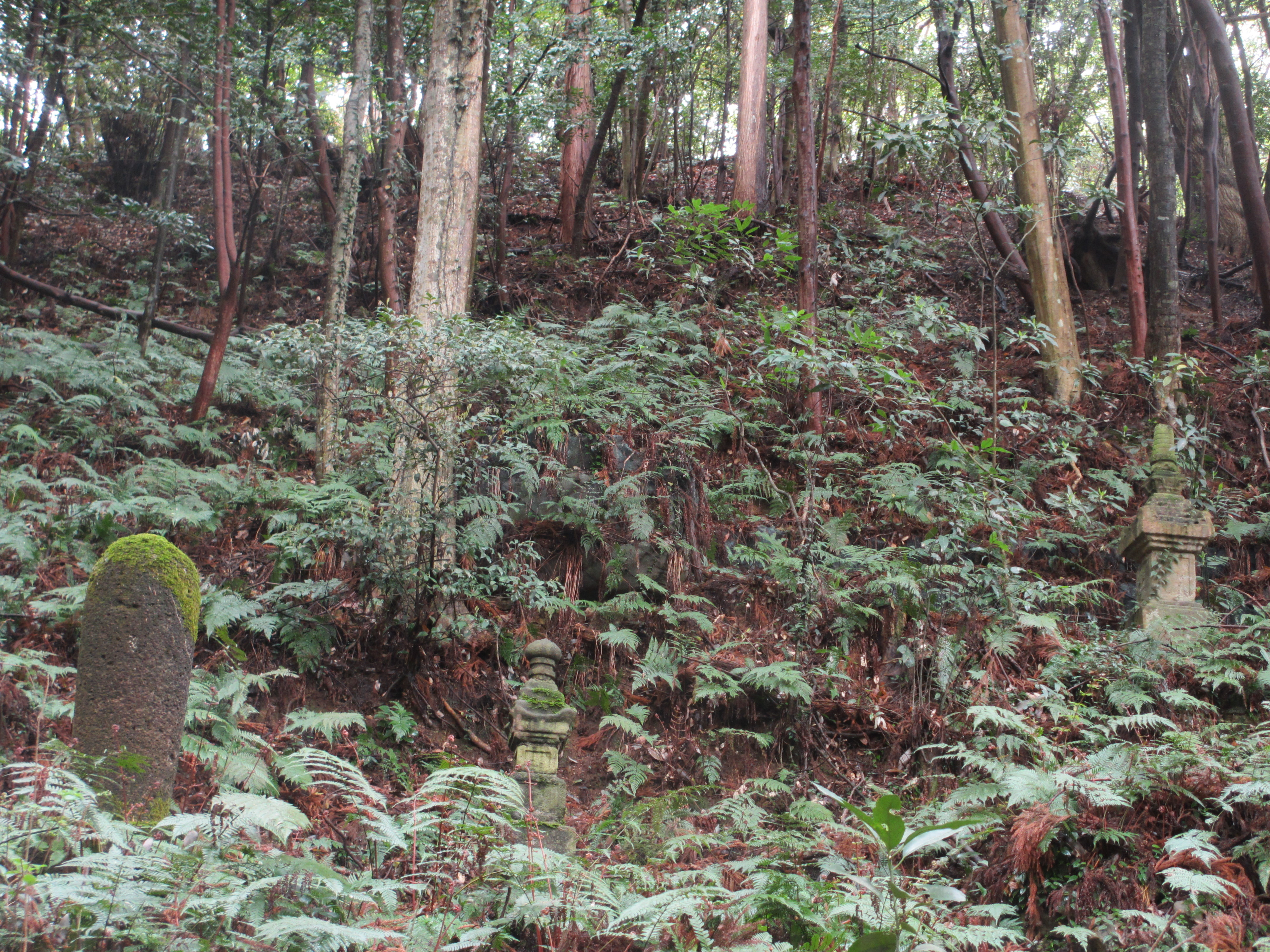
平重盛宝筐印塔・夫人得律禅尼墓石（最左の無縫塔は不明）
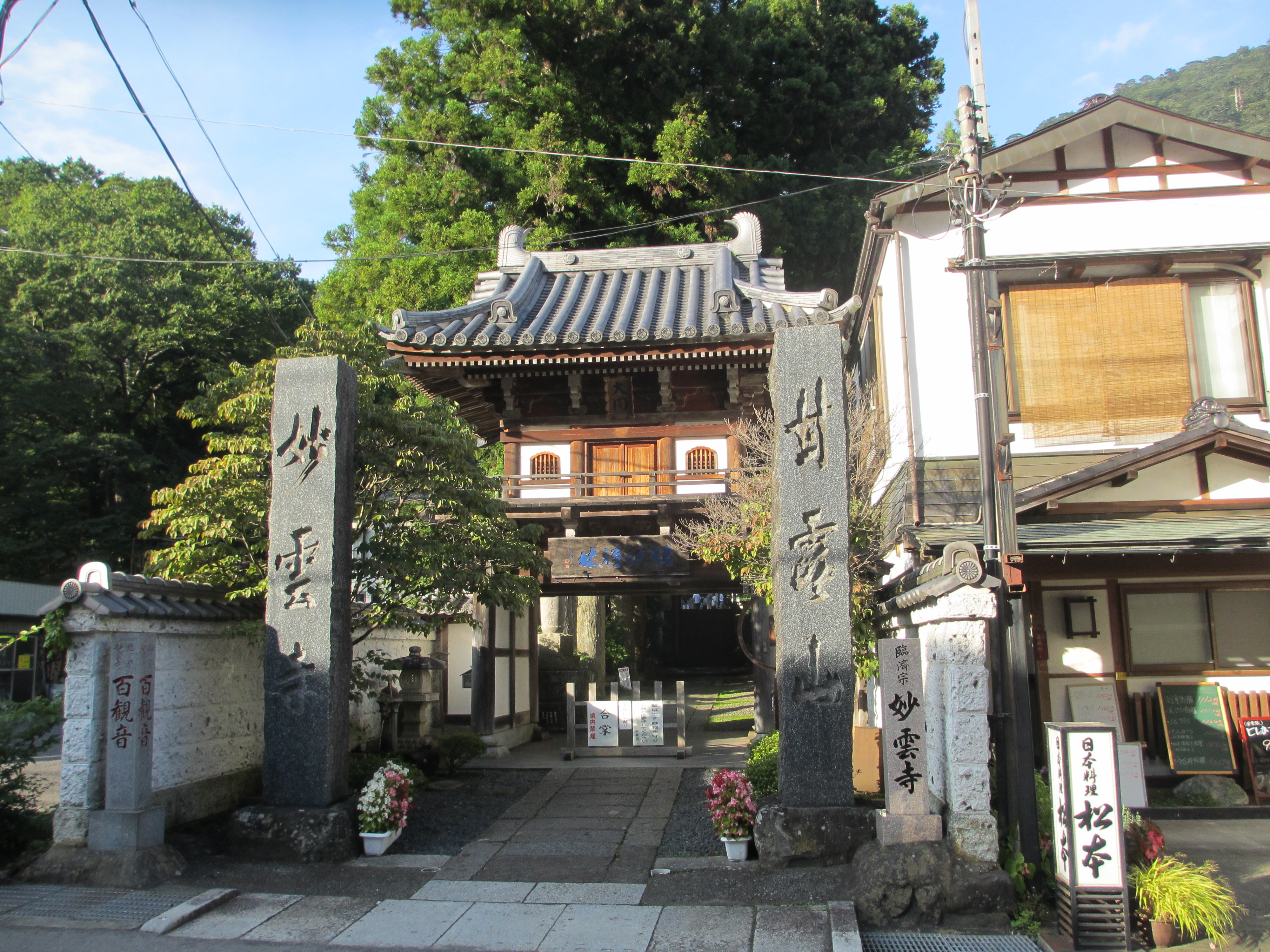
甘露山妙雲寺大門(栃木県那須塩原市塩原665)
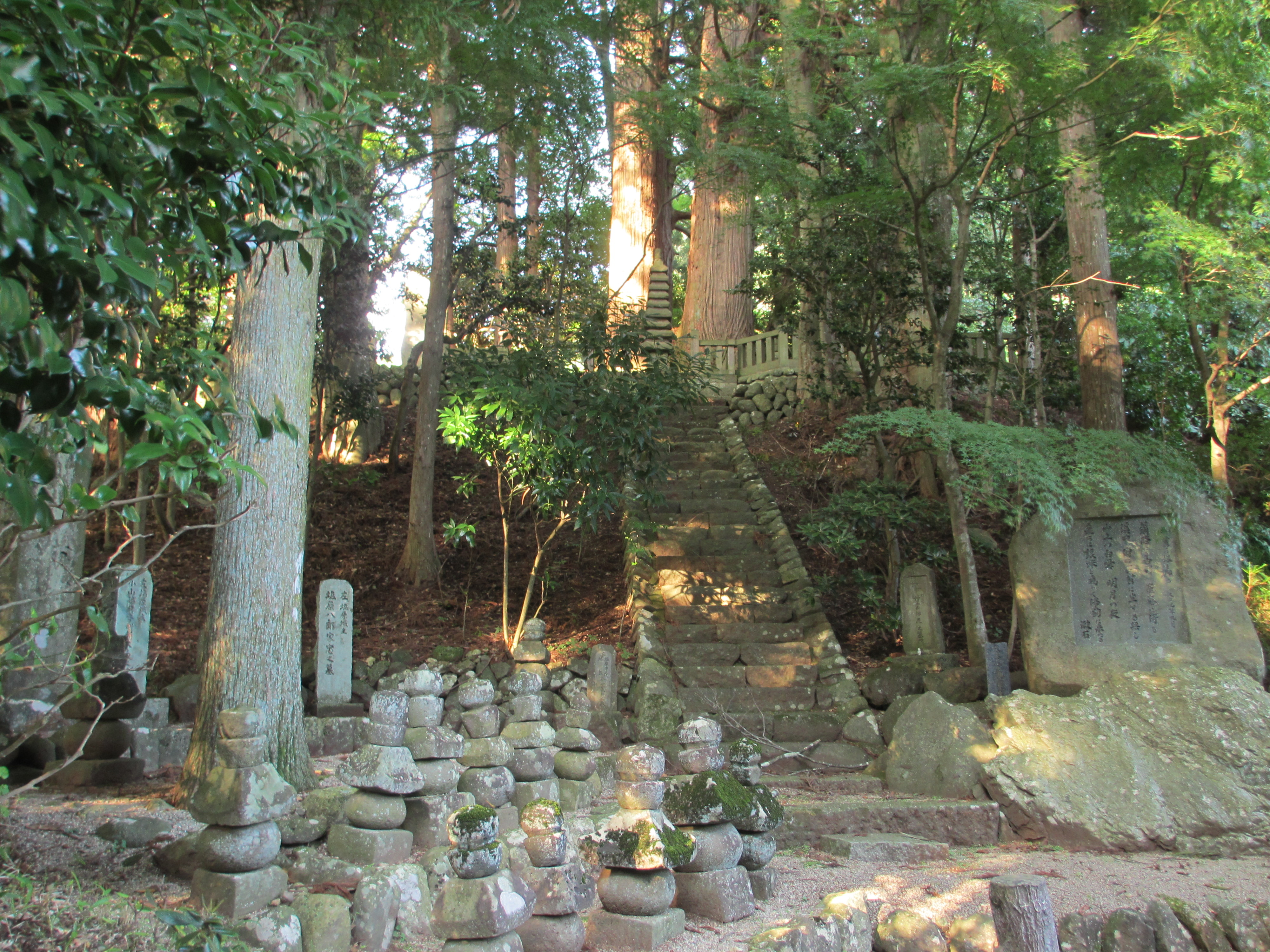
妙雲尼塔（平重盛妹妙雲禅尼墓所）
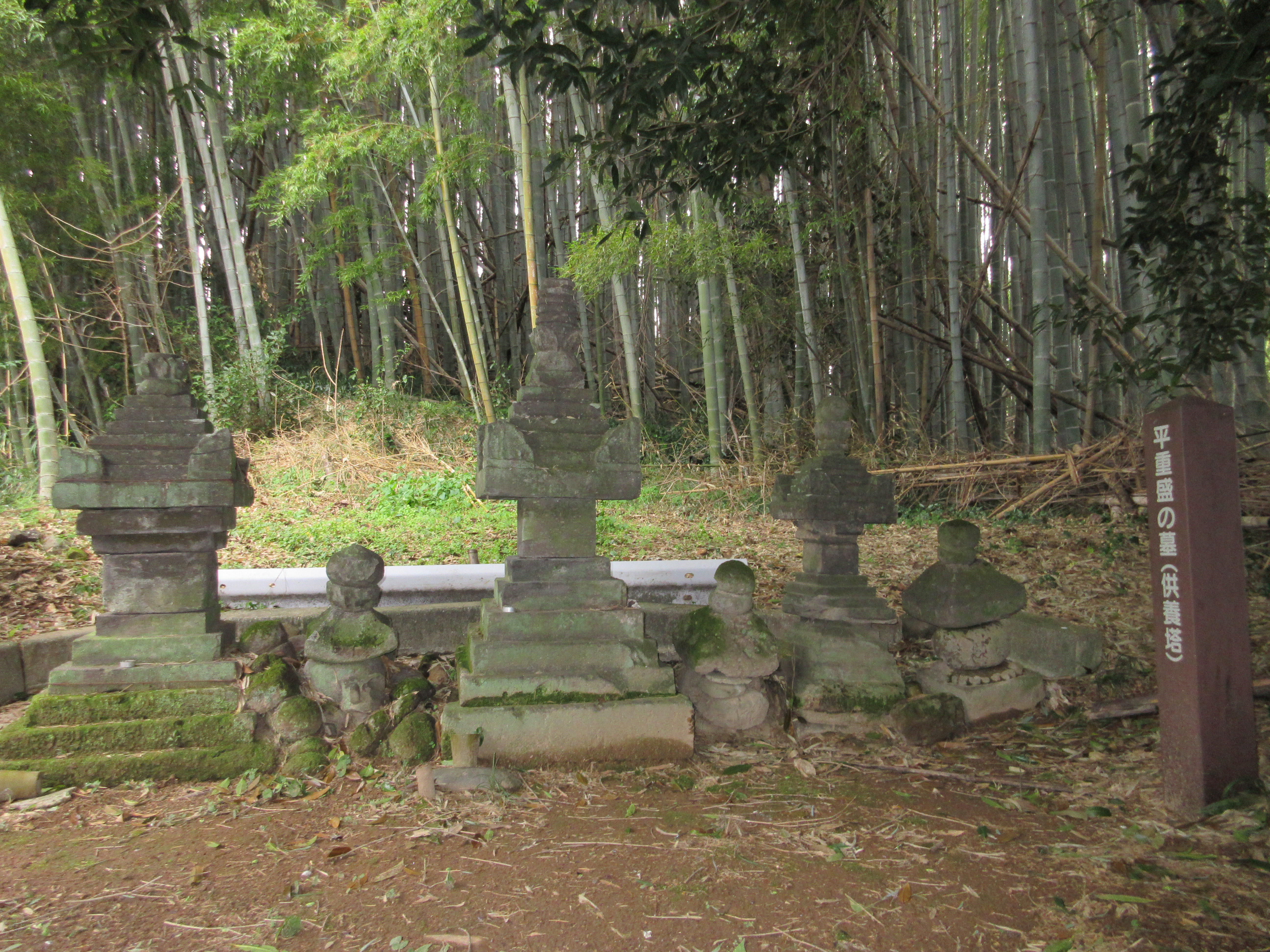
平重盛の墓（供養塔）山鹿市（熊本県山鹿市御宇田）
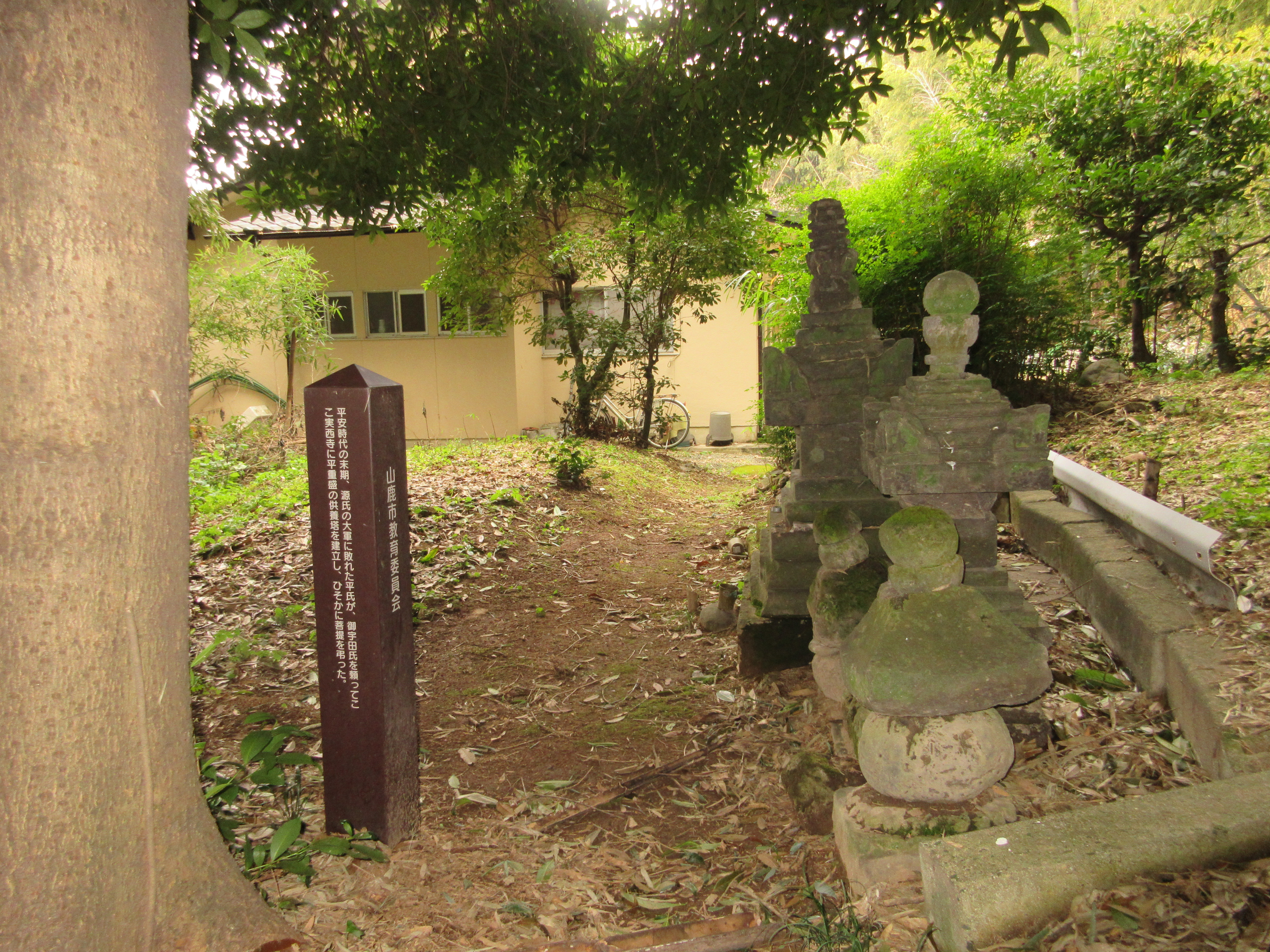
平重盛の墓＋説明文（山鹿市）（平氏が供養塔を建立と記述）
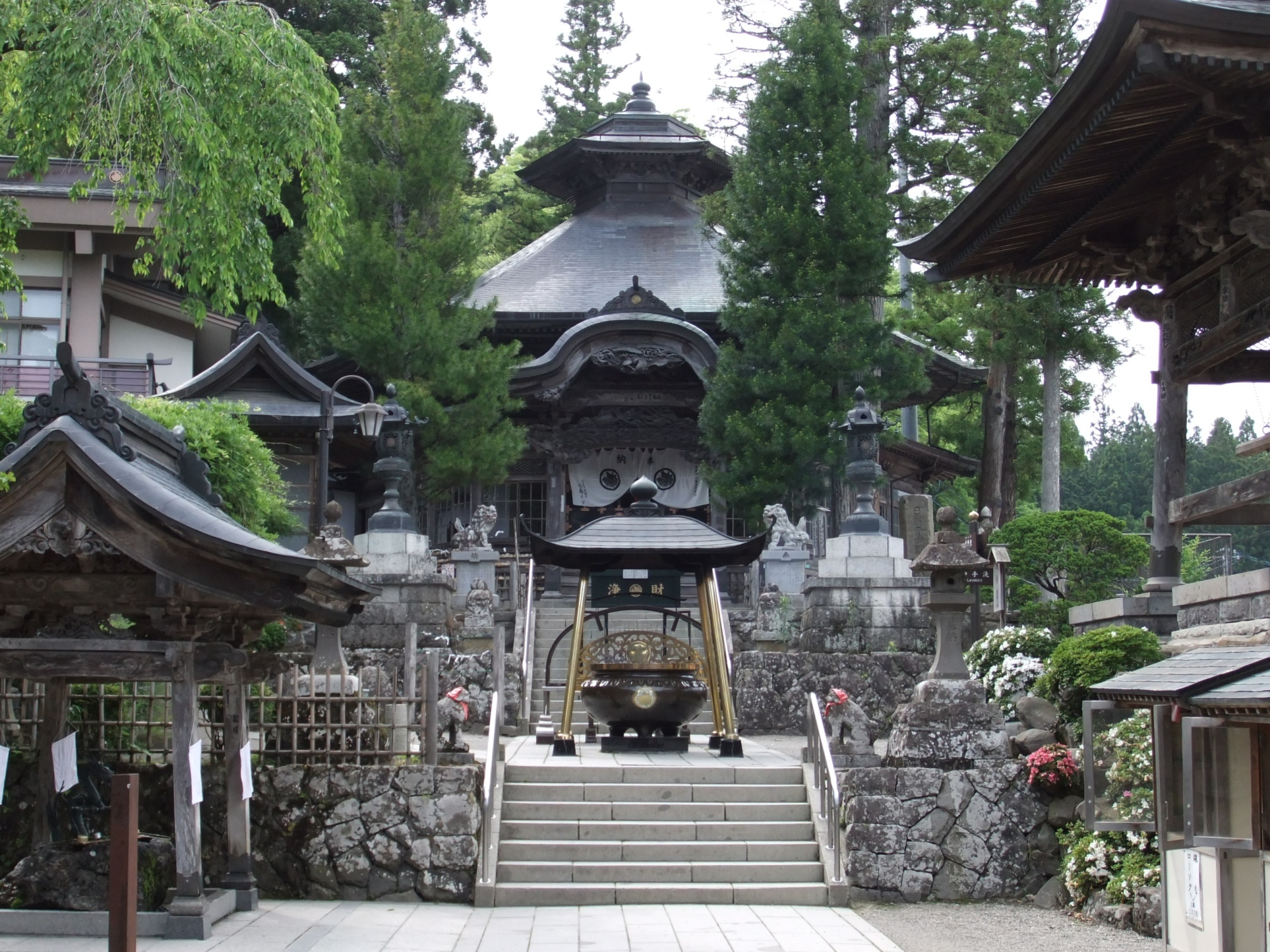
西方寺の御廟貞能堂（宮城県仙台市）